# Marko Kiprusoff
Marko Kristian Kiprusoff, född 6 juni 1972 i Åbo, Finland, är en finländsk före detta professionell ishockeyspelare. Han är numera assisterande juniortränare i TPS Åbo.

## Biografi
Kiprusoff startade sin ishockeykarriär i TPS från hemstaden Åbo. Senaste klubben han spelade för var KooKoo i Mestis-ligan säsongen 2011–12. Innan han gick tillbaka till TPS spelade han två säsonger i NHL, 1995–96 med Montreal Canadiens och 2001–02 med New York Islanders. Sammanlagt i NHL blev det 51 matcher och 10 passningspoäng. Han var även med i det finländska ishockeylandslaget som vann VM 1995.
Säsongerna 1996–97 och 1997–98 representerade Kiprusoff Malmö IF Redhawks och från 2000–2004 spelade han tre säsonger för Kloten Flyers i Schweiz.
Marko Kiprusoffs yngre bror Miikka Kiprusoff var också ishockeyspelare och målvakt i NHL-laget Calgary Flames från 2003–1013.